# European Football League 2018
Navigation
Eurobowl 2017 Eurobowl 2019
L'European Football League 2018, abrégée en EFL 2018, en français Ligue Européenne de Football Américain 2018, est la 32e édition de l'European Football League, la plus importante compétition européenne interclubs de football américain. 
Depuis la saison 2014, celle-ci est réservée aux équipes de Division I européenne. Ces équipes participent au tournoi dénommé BIG 6  lequel permet de se qualifier pour l'Eurobowl. 
Les équipes de Division II participent à la compétition dénommée EFL Bowl.

## Équipes participantes
| Club                  | Titres |
| --------------------- | ------ |
| New Yorker Lions      | 5      |
| Francfort Universe    | 0      |
| Amsterdam Crusaders   | 2      |
| Flash de La Courneuve | 0      |

## Formule
Les équipes participantes sont réparties en deux poules et les deux premiers sont qualifiés pour le tour suivant. Les premiers rencontrent les second de chaque poule en match aller-retour.

## Résultats
| Rang | Équipe                | Pts | J | G | N | P | Bp | Bc  | Diff |
| ---- | --------------------- | --- | - | - | - | - | -- | --- | ---- |
| 1    | Francfort Universe    | 4   | 2 | 2 | 0 | 0 | 88 | 15  | +73  |
| 2    | New Yorker Lions      | 4   | 2 | 2 | 0 | 0 | 70 | 6   | +64  |
| 3    | Flash de La Courneuve | 0   | 2 | 0 | 0 | 2 | 12 | 58  | -46  |
| 4    | Amsterdam Crusaders   | 0   | 2 | 0 | 0 | 2 | 9  | 100 | -91  |

14 avril 2018 :
| Flash     | 6 – 10 | Lions    |
| Crusaders | 9 – 40 | Universe |

28 avril 2018 :
| Lions    | 60 – 0 | Crusaders |
| Universe | 48 – 6 | Flash     |

## Eurobowl XXXII
- 9 juin 2018 à Francfort au Frankfurter Volksbank Stadion :

Francfort Universe  19 – 20  New Yorker Lions